# 페테르 존타
페테르 존타(슬로베니아어: Peter Žonta, 1979년 1월 9일 ~ )는 슬로베니아의 스키점프 선수로 2002년 동계 올림픽에서 라지힐 단체전 동메달을 획득한 슬로베니아 국가대표팀의 일원이다.